# Liste der höchsten Berge in Thüringen
Die folgende Tabelle ist eine vollständige Übersicht aller Berge in Thüringen mit einer Höhe von über 850 Metern. Als „Berg“ wird in diesem Kontext jede Erhebung mit einer Prominenz von mindestens 30 Metern verstanden. Alle Angaben beziehen sich (insoweit nicht anders angegeben) auf die Amtlichen Topographischen Karten des TLVermGeo.
| Rang |
| ---- |
| 1    |
| 2    |
| 3    |
| 4    |
| 5    |
| 6    |
| 7    |
| 8    |
| 9    |
| 10   |
| 11   |
| 12   |
| 13   |
| 14   |
| 15   |
| 16   |
| 17   |
| 18   |

| Name                | Lage                      | Höhe    | Dominanz | Bezugsberg                   | Prominenz | Bezugsscharte               |
| ------------------- | ------------------------- | ------- | -------- | ---------------------------- | --------- | --------------------------- |
| Großer Beerberg     | Thüringer Wald            | 982,9 m | 103,0 km | Ochsenkopf                   | 389 m     | östlich von Querenbach      |
| Schneekopf          | Thüringer Wald            | 978,0 m | 1,6 km   | Großer Beerberg              | 59,4 m    | Adler                       |
| Großer Finsterberg  | Thüringer Wald            | 944,1 m | 2,9 km   | Teufelskreis                 | 122 m     | Mordfleck                   |
| Großer Inselsberg   | Thüringer Wald            | 916,5 m | 27,3 km  | Sommerbachskopf              | 227,9 m   | Heuberghaus                 |
| Sachsenstein        | Thüringer Wald            | 915,3 m | 0,9 km   | Teufelskreis                 | 37,8 m    | Scharte 0,4 km nordwestlich |
| Großer Eisenberg    | Thüringer Wald            | 907,4 m | 2,0 km   | Großer Finsterberg           | 90 m      | Bierfleck                   |
| Schützenberg        | Thüringer Wald            | 904,0 m | 3,3 km   | Wildekopf                    | 78,8 m    | Rondell                     |
| Greifenberg         | Thüringer Wald            | 901,0 m | 2,6 km   | Schützenberg                 | 64,5 m    | Grenzadler                  |
| Brand               | Thüringer Wald            | 900,9 m | 1,4 km   | Greifenberg                  | 33,9 m    | Scharte 1,2 km östlich      |
| Gebrannter Stein    | Thüringer Wald            | 896,6 m | 2,5 km   | Schützenberg                 | 79 m      | Veilchenbrunnen             |
| Neuhäuser Hügel     | Thüringer Wald            | 890,6 m | 2,1 km   | Großer Eisenberg (Südgipfel) | 63 m      | Wegscheide                  |
| Schmalkalder Loibe  | Thüringer Wald            | 886,3 m | 4,4 km   | Donnershauk                  | 74 m      | Wachsenrasen                |
| Spitzer Berg        | Thüringer Wald            | 881,5 m | 0,6 km   | Sommerbachskopf              | 44,4 m    | Scharte 0,3 km südöstlich   |
| Großer Farmdenkopf  | Thüringer Schiefergebirge | 868,8 m | 21,3 km  | Großer Finsterberg           | 168,5 m   | Schwalbenhaupt              |
| Großer Hermannsberg | Thüringer Wald            | 867,4 m | 1,9 km   | Finsterbachkopf              | 139,0 m   | Im Jerusalem                |
| Bleßberg            | Thüringer Wald            | 867,00  |          |                              |           |                             |
| Ruppberg            | Thüringer Wald            | 866,0 m | 2,3 km   | Gebrannter Stein             | 129 m     | Scharte 0,5 km östlich      |
| Salzberg            | Thüringer Wald            | 865,6 m | 0,9 km   | Großer Eisenberg             | 33 m      | Kalte Herberge              |
| Kickelhahn          | Thüringer Wald            | 861,1 m | 5,8 km   | Kleiner Finsterberg          | 146,3 m   | Auerhahn                    |